# 中野警察署 (長野県)
中野警察署（なかのけいさつしょ）は、長野県警察が管轄する警察署の一つである。

## 所在地
- 長野県中野市中央三丁目5番7号

## 管轄区域
- 中野市
  - 下高井郡
  - 山ノ内町

## 沿革
- 2005年（平成17年）4月1日 - 市町村合併に伴い中野市のうち旧豊田村が飯山警察署から中野警察署に管轄変更。
- 2014年（平成26年） - 長野県警察の組織改正に伴い、2交番10駐在所から3交番2駐在所に再編。

## 交番
- 中野市信州中野駅前交番（中野市西一丁目）：2014年、中野市中野駅前交番から名称変更
- 中野市高社交番（中野市大字七瀬）：2014年新設
- 山ノ内町交番（山ノ内町大字平穏）：2014年、山ノ内町警部交番から名称変更

## 警察官駐在所
- 中野市豊田警察官駐在所（中野市大字豊津）：2014年、中野市豊井警察官駐在所から名称変更
- 山ノ内町志賀高原警察官駐在所（山ノ内町大字平穏）

## 過去の警察官駐在所
- 中野市延徳警察官駐在所（中野市）：2014年、中野市信州中野駅前交番と統合
- 中野市平野警察官駐在所（中野市）：2014年、中野市高社交番として再編
- 中野市高丘警察官駐在所（中野市）：2014年、中野市高社交番として再編
- 中野市長丘警察官駐在所（中野市）：2014年、中野市高社交番として再編
- 中野市平岡警察官駐在所（中野市）：2014年、中野市高社交番として再編
- 中野市科野警察官駐在所（中野市）：2014年、中野市高社交番として再編
- 中野市倭警察官駐在所（中野市）：2014年、中野市高社交番として再編
- 中野市永田警察官駐在所（中野市）：2014年、中野市豊田警察官駐在所と統合